# Fontinalis bogotensis
Fontinalis bogotensis är en bladmossart som beskrevs av Georg Ernst Ludwig Hampe 1865. Fontinalis bogotensis ingår i släktet näckmossor, och familjen Fontinalaceae. Inga underarter finns listade i Catalogue of Life.